# Disentis/Mustér
Disentis/Mustér (niem. Disentis, rm. Mustér) – miejscowość i gmina uzdrowiskowa w Szwajcarii, w kantonie Gryzonia, w regionie Surselva.

## Demografia
W Disentis/Mustér mieszka 2 009 osób. W 2020 roku 12,9% populacji gminy stanowiły osoby urodzone poza Szwajcarią. 

## Transport
Przez teren gminy przebiegają drogi główne nr 19 i nr 416. 